# Sprookjes in Beeld
Sprookjes in Beeld was een serie stripverhalen, die werd uitgegeven door Classics Nederland van 1957 t/m 1967. De serie bevatte sprookjesverhalen voor kinderen. In totaal werden 132 nummers uitgebracht, waarvan sommige in meerdere drukken.